# König-Albert-Denkmal (Meißen)

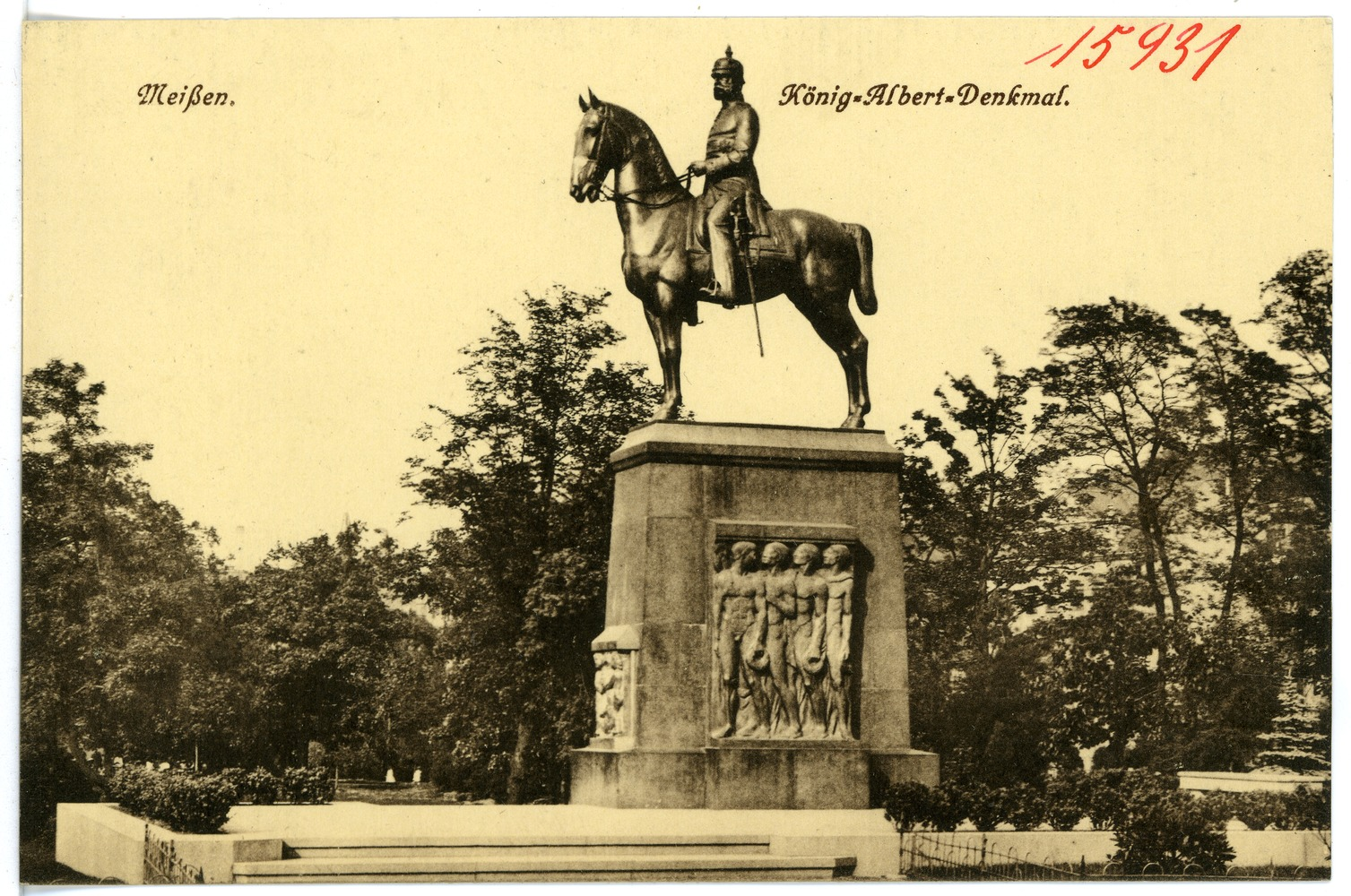
König-Albert-Denkmal, 1913

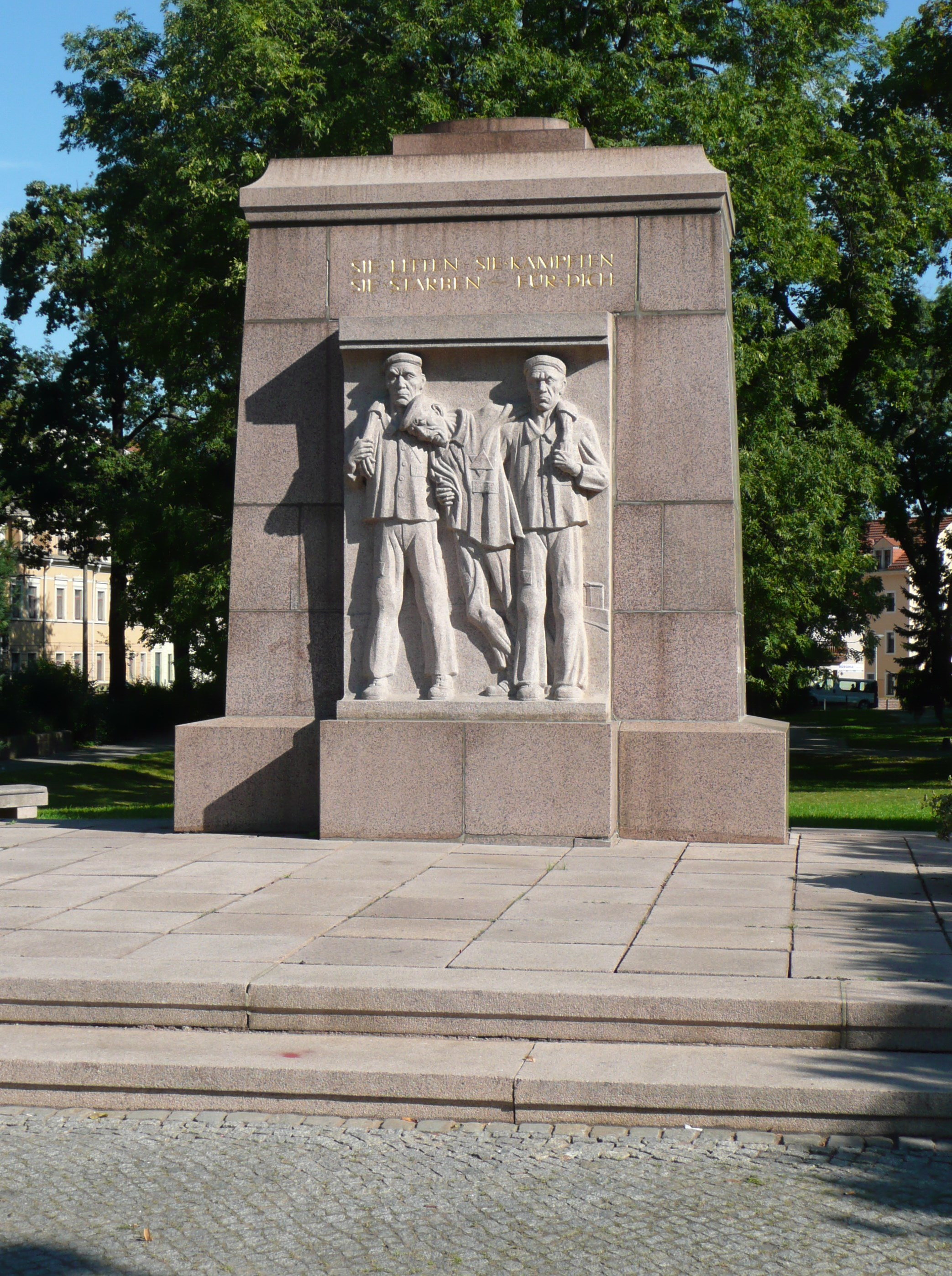
Zustand 2015

Das König-Albert-Denkmal in Meißen war ein Denkmal, das 1911–1912 zu Ehren König Alberts von Sachsen (1828–1902) errichtet wurde. 1945 wurde das Reiterstandbild des Königs von der Roten Armee entfernt. Aus dem Sockel schuf man bis 1958 eine Gedenkstätte für die Opfer des Faschismus, die heute unter Denkmalschutz steht.

## Geschichte
Durch seine Erfolge im Deutsch-Französischen Krieg galt Albert von Sachsen als einer der bedeutendsten Heerführer seiner Zeit. In Anerkennung seiner Verdienste ernannte ihn Kaiser Wilhelm I. zum Generalinspekteur der I. Armee-Inspektion und zum preußischen Generalfeldmarschall. 1873 wurde Albert König von Sachsen und konnte für sein Land bei der weiteren Eingliederung in das Deutsche Reich einige Sonderrechte aushandeln.
Nach seinem Tod am 19. Juni 1902 kam an vielen Orten in Sachsen der Wunsch auf, diesem populären König zu Ehren Denkmale zu errichten. In Meißen ergriffen fünf örtliche Militärvereine die Initiative, gründeten einen Fonds mit einem Startkapital von 500 Mark und erwirkten beim Stadtrat die Genehmigung einer Geldsammlung. Vorsitzender des Ausschusses war der Stadtgärtner Weser, gleichzeitig Vorsitzender des Königlich Sächsischen Militär-Vereins „Kampfgenossen“. Später wurde der Meißner Bürgermeister Albin Max Ay Ehrenvorsitzender.
Für die Aufstellung des Denkmals wurde das Grundstück des von 1538 bis 1873 betriebenen Meißner Stadtfriedhofs ausersehen. Dieser war 1902 vollständig aufgelassen worden und sollte nach Plänen des sächsischen Gartenbaudirektors Max Bertram zu einem städtischen Park umgestaltet werden. Anfangs war geplant, den Park um das Denkmal herum zu gestalten. Da sich dessen Realisierung hinzog wurde zunächst der Park fertiggestellt. Am 20. Mai 1904 wurde der „König-Albert-Garten“ der Öffentlichkeit übergeben. Eine neue Straße auf dem einstigen Friedhofsgelände erhielt am 12. Januar 1900 den Namen König-Albert-Straße.
Ein Basar zugunsten des Denkmals im März 1905 erbrachte einen Reinertrag von 10.519 Mark. Nach weiteren fünf Jahren war die Finanzierung des Denkmals 1910 endlich gesichert. Daraufhin bat der Arbeitsausschuss den Stadtrat um unentgeltliche Zurverfügungstellung eines Bauplatzes im König-Albert-Garten. Der Stadtrat bestätigte dies am 2. Juni 1910 und formulierte Wünsche zur Gestaltung. 18 Tage später wurde der Vertrag zur Errichtung des Denkmals zwischen dem Ausschuss und dem Dresdner Bildhauer Arthur Lange sowie dem Dresdner Architekten Oskar Menzel unterzeichnet. Für Entwurf und Errichtung des Denkmals wurde ein Honorar von 30.000 Mark vereinbart.
Im September 1910 trafen sich Menzel und Bertram im Garten, um mit einem transportablen Holzmodell den idealen Standort für das Denkmal zu bestimmen. Menzel plädierte für eine Aufstellung in der Mitte des Gartens, während Bertram es an der Südseite des Parks etwa 21 Meter von der angrenzenden Straße entfernt aufstellen wollte. Der Stadtrat schloss sich einstimmig dem Vorschlag Bertrams an. Zwei Monate später begutachtete der Meißner Stadtrat ein Modell des Denkmals im Atelier von Arthur Lange. Diskutiert wurde dabei unter anderem, ob der König seinen Helm in der Hand oder auf dem Kopf tragen sollte.
Nach einem knappen Jahr im September 1911 lagen die Kostenvoranschläge von Bertram für die Umgestaltung des Parks vor. Im Oktober beschloss der Stadtrat die endgültige Aufstellung des Denkmals und die Übernahme der Kosten für die Umgestaltung des Parks und die Unterhaltung des Denkmals aus dem Städtischen Kunstfonds. Im Oktober 1911 erteilte König Friedrich August III. seine Zustimmung zur Aufstellung des Denkmals. Er war auch bei der feierlichen Enthüllung des Denkmals am 28. Oktober 1912 anwesend.

## Lage und Gestaltung

### König-Albert-Denkmal

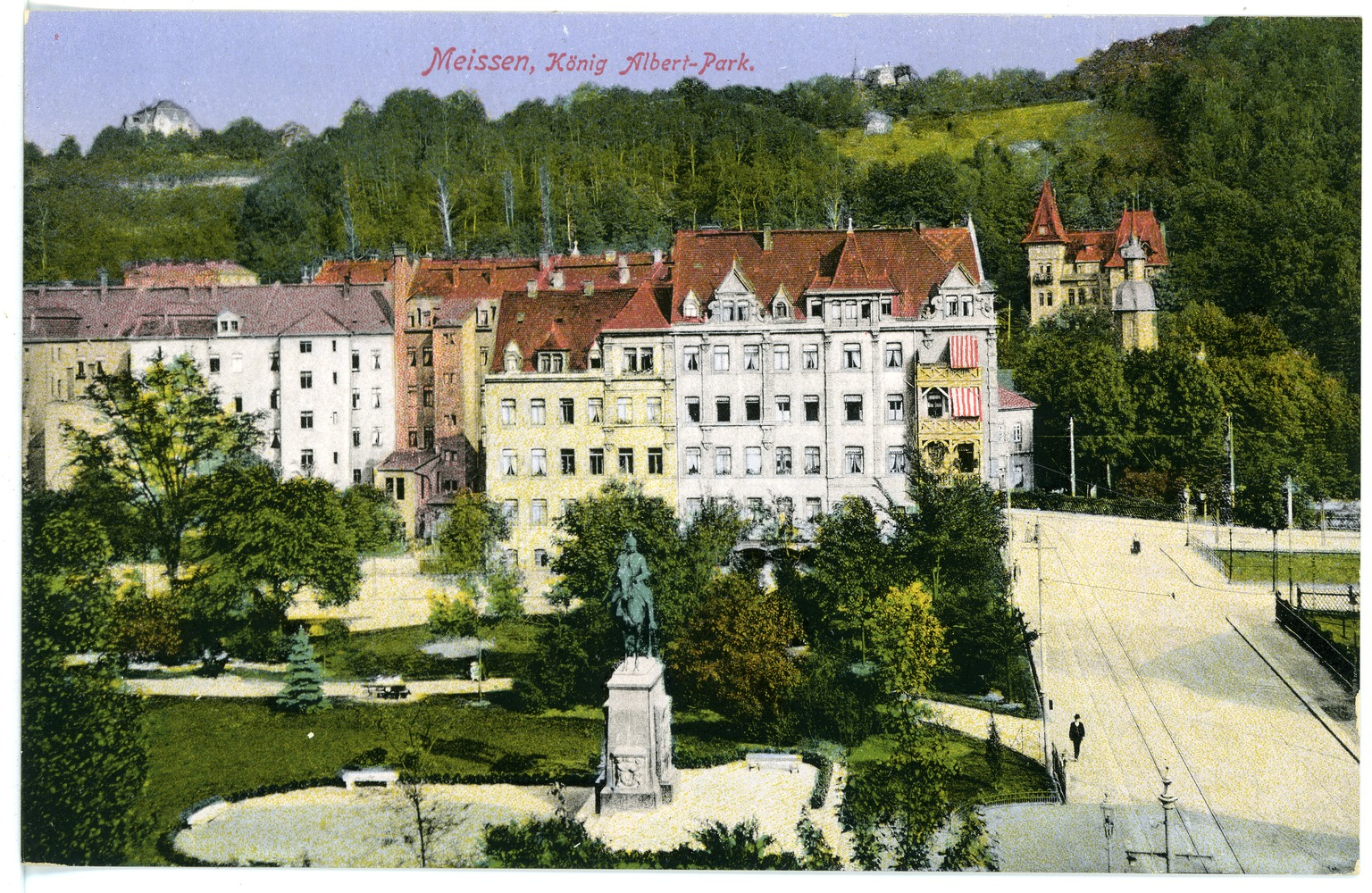
Lage des Denkmals im Park (1913)

Das Denkmal liegt im Meißner Stadtteil Triebischvorstadt an der Triebisch im heutigen Käthe-Kollwitz-Park.
Das von Arthur Lange geschaffene überlebensgroße Reiterstandbild zeigte Albert von Sachsen hoch zu Ross in der Pose eines Feldherrn mit Marschallstab. Es stand auf einem Sockel bzw. Postament aus Meißner Granit auf einer mit Platten aus dem gleichen Material (8,5 Kubikmeter) belegten Terrasse von 12,5 Meter × 7,5 Meter Größe. An den breiteren Längsseiten des Postaments befanden sich zwei Reliefs. Auf dem nordöstlichen Relief waren drei Krieger dargestellt, die ein Ehrenschild hochhalten, auf dem die Schauplätze siegreicher Schlachten Alberts im Deutsch-Französischen Krieg verzeichnet waren. Auf dem Relief an der Südwestseite waren vier unbekleidete athletische Männer dargestellt. An der nordwestlichen Schmalseite befand sich ein kleines Relief mit zwei puttenartigen Kindergestalten, die einen Lorbeerkranz hielten. Dieses Relief war von der Porzellanmanufaktur Meißen aus granitfarben eingefärbter Porzellanmasse hergestellt worden.
Für die Einfriedung waren weitere 11,1 Kubikmeter und für den Sockel 14,2 Kubikmeter Granit nötig. Der Sockel bestand im Kern aus Stampfbeton und war an den Außenseiten mit Granitplatten verkleidet. Für das Reiterstandbild wurden 40 Zentner Bronze benötigt. Die Denkmalterrasse lag 60 Zentimeter über den Parkniveau, der Sockel hatte eine Höhe von 3,90 Metern und das Reiterstandbild bis zur Helmspitze eine Höhe von 4,10 Metern. Damit erreichte das Denkmal eine Gesamthöhe von 8,60 Metern über dem Parkniveau.
Das Meißner Tageblatt schrieb am Tag nach der Einweihung:

„Auf dem ganz modern gedachten Granitsockel steht eine Reiterstatue von schönen, großen Umrissen und voll Kraft und Spannung. Das Roß ist zu scheinbarer Ruhe fest zusammengenommen, aber es fiebert in verhaltener Erregung und spannt jede Sehne, um auf den leisesten Schenkeldruck seines Reiters im Augenblick alle Kraft herauszugeben und wie ein Pfeil davonzufliegen in die Schlacht. Gesteigert bis zum äußersten ist das innere Leben in dem königlichen Reiter, der scharfen Auges des Stand der Schlacht prüft und mit dem nächste Atemzug blitzschnell seine Entscheidung geben wird, die sich in dem ausdrucksvollen Schwunge der lebendigen Gebärde der Hand mit dem Feldmarschallstabe schon vorbereitet. Unwillkürlich wartet man auf den Befehl aus des Feldherren Mund.“

Schon im ersten Winter nach der Einweihung zeigten sich am Porzellan-Relief Risse, im Februar 1913 fielen Teile davon ab. Die Ursache lag wahrscheinlich im Einfärben der Porzellanmasse. Die Tafel sollte daraufhin aus Granit neu gearbeitet werden. Dies unterblieb aber, auch bedingt durch den Ersten Weltkrieg.

### VVN-Denkmal

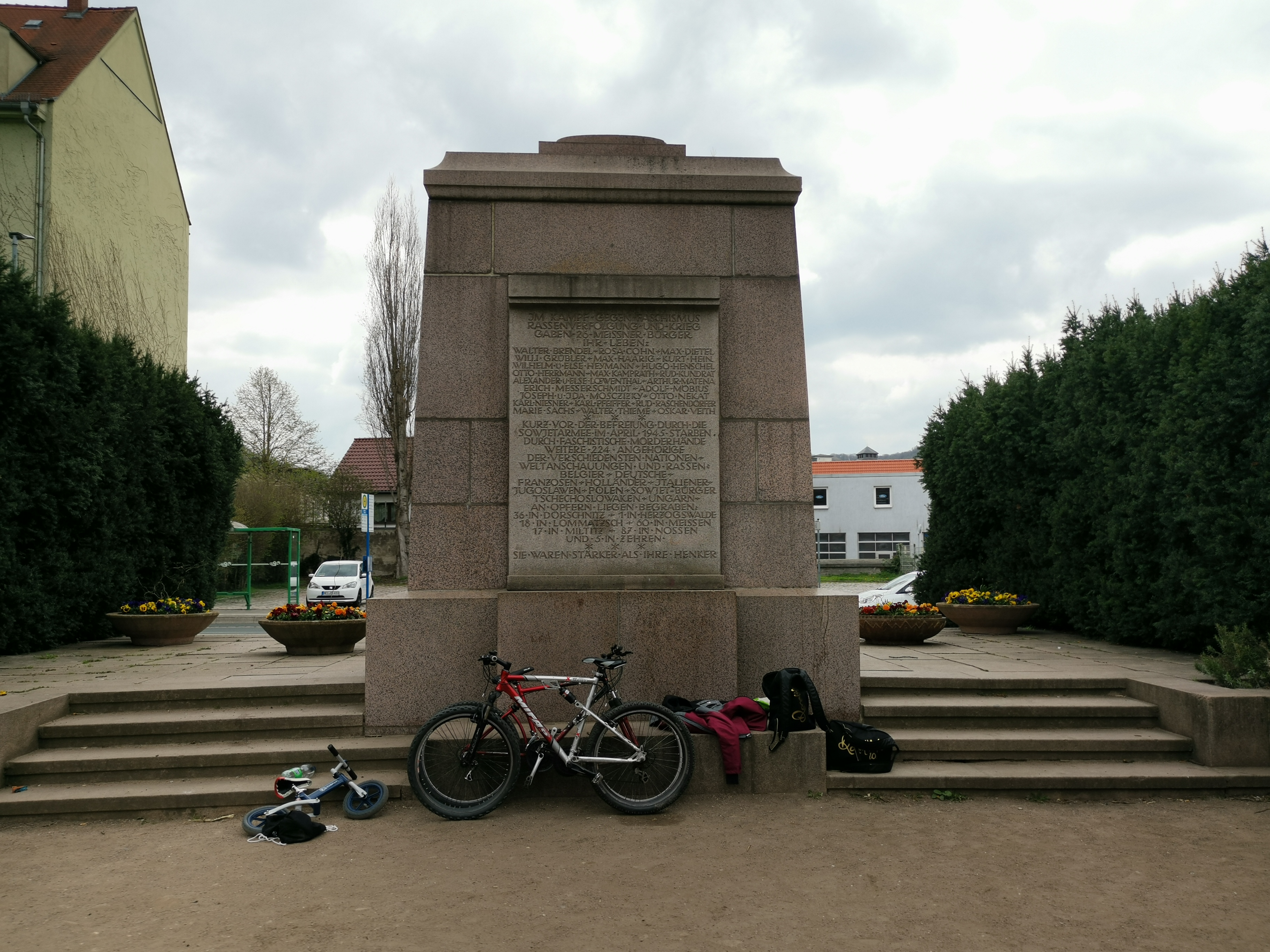
VVN-Denkmal mit der Namenstafel, 2021

Am 6./7. Mai 1945 wurde Meißen von Einheiten der Roten Armee besetzt. Bereits am 25. Mai 1945 entfernte man das Reiterstandbild vom Sockel. Seitdem ist es verschollen; wahrscheinlich wurde es umgehend eingeschmolzen. In den Jahren darauf blieben die Denkmalterrasse und der Sockel unverändert. Am 21. Juni 1949 erhielt das Stadtbauamt den Auftrag zum Abbruch des Sockels. Dies unterblieb aber aus unbekannten Gründen.
Der Kulturausschuss Meißens schlug am 16. Mai 1950 vor, den Sockel für ein Denkmal zu Ehren von Johann Joachim Kändler zu nutzen. Der 175. Todestag des Porzellanmodelleurs stand unmittelbar bevor. Die Vereinigung der Verfolgten des Naziregimes (VVN) stellte den Antrag, den Sockel bis zum Gedenktag für die Opfer des Faschismus am 10. September 1950 zu einer Gedenkstätte für die Opfer des Faschismus umzugestalten.
Diese Umgestaltung wurde durchgeführt, die Einweihung fand allerdings erst am 22. Juni 1958 statt. Die Denkmalterrasse war unverändert geblieben. Vom Sockel wurden die drei Reliefs entfernt und durch neue ersetzt. An der breiten Südwest-Seite wurde ein Relief aus Granit nach einem Entwurf von Lea Grundig angebracht. Modelliert hatte sie der Meißner Bildhauer Georg Türke und in Stein gehauen der Bildhauer Werner Hempel. Das Relief „Häftlingsappell“ erinnert an die Grausamkeiten in den Konzentrationslagern. Darüber steht die goldfarbene Inschrift

SIE LITTEN SIE KÄMPFTEN

SIE STARBEN – FÜR DICH

Die Relieftafel auf der gegenüberliegenden Parkseite wurde ebenfalls ersetzt. Sie enthält die Namen von 26 Meißner Frauen und Männern, die zur Zeit des Nationalsozialismus aus politischen, rassistischen oder religiösen Gründen verfolgt und ermordet wurden. Darüber hinaus wird auf der Tafel ohne konkrete Namensnennung der 224 Angehörigen verschiedener Nationen gedacht, die im April 1945 ermordet und im Landkreis Meißen bestattet wurden. Die Fehlstelle, die nach Entfernen der Porzellantafel entstanden war, schloss man durch eine einfache Granitplatte. An Stelle des Reiterstandbilds wurde eine Opferschale aus Granit auf den Sockel gestellt. Die Opferschale wurde nach 1990 durch Vandalismus beschädigt und danach aus Sicherheitsgründen entfernt.
Von den ursprünglichen drei Reliefs des König-Albert-Denkmals hat sich eines erhalten. Das Relief mit den vier unbekleideten athletischen Männern wurde 2010 auf Initiative des Denkmalamts in der benachbarten Parkanlage an der Nikolaikirche auf einem Betonsockel aufgestellt.